# جنگل کاکامگا

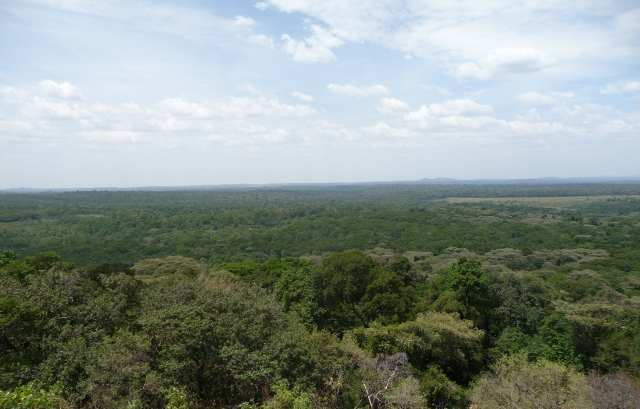
نمایی از جنگل کاکامگا

جنگل کاکامگا یک جنگل بارانی استوایی است که در شهرستان کاکامگا و ناندی کنیا در شمال غربی پایتخت نایروبی و نزدیک به مرز اوگاندا واقع شده‌است. این تنها جنگل بارانی استوایی کنیا است و گفته می‌شود که آخرین بازمانده کنیایی از جنگل‌های بارانی گینه-کنگولی باستانی است که زمانی سراسر این قاره را در بر می‌گرفت.

## جغرافیا
این جنگل در زمین‌های موج‌دار قرار دارد که عمدتاً بین ۱۵۰۰ تا ۱۶۰۰ متر ارتفاع دارند. این جنگل در حوضه رودخانه‌های ایسیوخو و یالا است که قبل از ریختن به دریاچه ویکتوریا از میان جنگل می‌گذرند.
جنگل شامل ذخایر حدود ۲۳۸ کیلومتر مربع است که کمی کمتر از نیمی از آن در حال حاضر به عنوان جنگل بومی باقی مانده‌است. در شمال جنگل ۴٬۴۶۸ هکتار (۴۵ کیلومتر مربع؛ ۱۷ مایل مربع) ذخیره‌گاه ملی کاکامگا، با توجه به وضعیت ذخیره‌گاه ملی جنگل در سال ۱۹۸۵ وجود دارد. در شمال منطقه حفاظت شده جنگل کیسر قرار دارد.

## گردشگری
بخش جنوبی جنگل کاکامگا، ایستگاه جنگل ایسچنو که توسط خدمات جنگل کنیا اداره می‌شود، در دسترس‌ترین نقطه برای گردشگری است. درخت معروف ماما متره، درختی تاریخی است که بیشترین عکس را در جنگل کاکامگا از آن می‌گیرند. درختان انجیر خفه‌کننده نیز مورد توجهند.
مسیرهای پیاده‌روی در جنگل وجود دارند که امکان پیاده‌روی در جنگل، کمپینگ، پیاده‌روی، تماشای پستانداران، تماشای پرندگان و پروانه‌ها، تماشای بازی و پیاده‌روی در روستا را فراهم می‌کند. راهنمایان تور جنگل‌های بارانی کاکامگا (KRFTG) می‌توانند تورهایی برای بازدید از سنگ گریه در ایلسی، واقع در امتداد جاده کاکامگا-کیسومو، یا جنگل کیسره برای دیدن میمون‌ها در شمال کاکامگا ترتیب دهند. همچنین تماشای پرنده‌ها، صبح از ساعت ۶:۳۰ صبح تا ۸:۳۰ با پیاده‌روی فوق‌العاده یا عصر از ۴:۳۰ بعد از ظهر تا ۶:۳۰ بعد از ظهر محیاست.